# Meghan Ory
Meghan Ory (Victoria, 20 de agosto de 1982) é uma atriz canadense de cinema e televisão. Ela é mais conhecida por Ruby/Chapeuzinho Vermelho de Once Upon a Time, Riley Neal de Intelligence e Abby O'Brien de Chesapeake Shores.

## Biografia
Meghan estudou na Royal Oak Middle School e depois na Escola Secundária Claremont. Depois de receber o Prêmio de Belas Artes na Royal Oak em 1996 ela começou a seguir a carreira de atuação.
Ela reside na Califórnia e eventualmente trabalha em Los Angeles e em Nova Iorque.

## Vida pessoal
Em 2008 ela se casou com o também ator John Reardon, com quem trabalhou em Merlin's Apprentice.

## Filmografia

### Cinema
| Ano  | Título original                            | Papel            | Nota                                    |
| ---- | ------------------------------------------ | ---------------- | --------------------------------------- |
| 1999 | The Darklings                              | Jessie Everett   | Telefilme (Fox Family Channel)          |
| 2000 | Hayley Wagner, Star                        | Caitlin Curren   | Telefilme (Showtime Network)            |
| 2003 | Lucky 7                                    | Janey            | Telefilme (ABC Family)                  |
| 2003 | Thanksgiving Family Reunion                | Allison Snider   | Telefilme (TBS; FOX)                    |
| 2004 | Decoys                                     | Alex             |                                         |
| 2006 | John Tucker Must Die                       | Jill             |                                         |
| 2006 | Her Sister's Keeper                        | Melissa Brennan  | Telefilme (Lifetime)                    |
| 2007 | Nightmare                                  | Carla            | Telefilme (Lifetime)                    |
| 2007 | The Haunting of Sorority Row               | Amanda           | Telefilme (Lifetime)                    |
| 2008 | Blonde and Blonder                         | Kit              |                                         |
| 2009 | Dark House                                 | Claire           |                                         |
| 2010 | Winner: Best Short Film                    |                  | Curta-metragem                          |
| 2014 | The Memory Book                            | Chloe            | Telefilme (Hallmark)                    |
| 2015 | Dead Rising: Watchtower                    | Crystal O'Rourke | Filme Digital                           |
| 2015 | Debbie Macomber's Dashing Through the Snow | Ashley Harrison  | Telefilme (Hallmark Movies & Mysteries) |

### Televisão
| Ano     | Título original              | Papel                           | Nota                                                                  |
| ------- | ---------------------------- | ------------------------------- | --------------------------------------------------------------------- |
| 1999    | The Crow: Stairway to Heaven | Alice Romano                    | Episode: "The Road Not Taken"                                         |
| 2000    | Higher Ground                | Juliette Waybourne              | Elenco principal; 22 episódios                                        |
| 2000    | 2gether: The Series          | Heather                         | Episódio: "Crying"                                                    |
| 2001    | The Outer Limits             | Danielle Hobson                 | Episódio: "Abduction"                                                 |
| 2001    | Maybe It's Me                | Lauren                          | Episódios: "The Cheerleader Episode" "The Halloween Episode"          |
| 2001–02 | Vampire High                 | Sherry Woods                    | Elenco principal; 26 episódios                                        |
| 2002    | Maybe It's Me                | Lauren                          | Episódio: "The Lab Partner Episode"                                   |
| 2002    | Dark Angel                   | Rachel Berrisford               | Episódio: "The Berrisford Agenda"                                     |
| 2002    | Glory Days                   | Jade LaFayette/Ann Palmer       | Episódio: "The Lost Girls"                                            |
| 2002    | Just Cause                   | Tracey                          | Episódio: "The Last to Know"                                          |
| 2004    | Smallville                   | Megan Calder                    | Episódio: "Hereafter"                                                 |
| 2004    | Life as We Know It           | Greta                           | Episódio: "Family Hard-ships"                                         |
| 2004-05 | The Collector                | Katie Shannon Conrad/Cora       | Episódio: "The Ice Skater" Episódio: "The Cowboy"                     |
| 2006    | South Beach                  | Maggie                          | Elenco principal; 8 episódios                                         |
| 2006    | Merlin's Apprentice          | Brianna                         | Minissérie                                                            |
| 2007    | Viva Laughlin                |                                 | Episódio: "1.5"                                                       |
| 2007    | Painkiller Jane              | Wanda                           | Episódio: "Portraits of Lauren Gray"                                  |
| 2008    | Flash Gordon                 | Sarre                           | Episódio: "Thicker Than Water"                                        |
| 2009    | Knight Rider                 | Dra. Megan Connelly             | Episódio: "I Love the Knight Life"                                    |
| 2009    | Sanctuary                    | Laura S.                        | Episódio: "Sleepers"                                                  |
| 2010    | Psych                        | Josie                           | Episódio: "Viagra Falls"                                              |
| 2010-11 | True Justice                 | Juliet Sanders                  | Elenco principal; Temporada 1                                         |
| 2011–16 | Once Upon a Time             | Ruby Lucas/Chapeuzinho Vermelho | Elenco recorrente (Temporadas 1, 3, 5) Elenco principal (Temporada 2) |
| 2012    | Supernatural                 | Sally                           | Episódio: "Adventures In Babysitting"                                 |
| 2014    | Intelligence                 | Riley Neal                      | Elenco principal; 13 episódios                                        |
| 2016-22 | Chesapeake Shores            | Abby O'Brien                    | Elenco principal                                                      |
| 2016    | NCIS: New Orleans            | Hannah Lee                      | Episódio: "Overdrive"                                                 |